# Belo Horizonte (Bié)
Belo Horizonte é uma vila e comuna angolana que se localiza na província do Bié, pertencente ao município de Cunhinga.